# Parafia Chrystusa Sługi w Ełku
Parafia Chrystusa Sługi w Ełku została utworzona w 1989 roku. Należy do dekanatu Ełk – Miłosierdzia Bożego diecezji ełckiej. Kościół parafialny wybudowany w latach 1992–2001. Leży w centrum osiedla Konieczki. Parafię prowadzą księża diecezjalni. 